# 2024年科摩罗总统选举
2024年1月14日科摩罗举行总统选举，总统阿扎利·阿苏马尼以62.97%的得票率再次当选。由于总统选举遭到一些反对派候选人的抵制，因此投票率僅有16%。